# Alpinoschwagerina
Alpinoschwagerina es un género de foraminífero bentónico considerado un sinónimo posterior de Pseudoschwagerina de la subfamilia Pseudoschwagerinae, de la familia Schwagerinidae, de la superfamilia Fusulinoidea, del suborden Fusulinina y del orden Fusulinida. Su especie tipo era Alpinoschwagerina turkestanica. Su rango cronoestratigráfico abarcaba el Pérmico.

## Discusión
Clasificaciones más recientes incluyen Alpinoschwagerina en la superfamilia Schwagerinoidea, y en la subclase Fusulinana de la clase Fusulinata.

## Clasificación
Alpinoschwagerina incluye a las siguientes especies:
- Alpinoschwagerina aequalis †
- Alpinoschwagerina ankaraensis †
- Alpinoschwagerina confinii †
- Alpinoschwagerina nestelli †
- Alpinoschwagerina paratinvenkiangi †
- Alpinoschwagerina turbida †
- Alpinoschwagerina turkestanica †